# Seznam zápasů české fotbalové reprezentace 2015
Seznam zápasů české fotbalové reprezentace 2015 uvádí přehled všech mezistátních zápasů reprezentačního výběru, které během tohoto roku sehrál. Bylo jich celkem devět, z nichž šest představovalo kvalifikační utkání na mistrovství Evropy 2016 a zbylé tři přátelské zápasy. V těchto devíti utkáních mužstvo čtyřikrát vyhrálo, jednou remizovalo a čtyřikrát prohrálo. Ve všech zápasech vedl mužstvo z pozice hlavního trenéra Pavel Vrba.

## Přehled zápasů
| 28. března 2015 kvalifikace ME 2016, skupina A |        |               |                                                                |
| Česko                                          | 1 – 1  | Lotyšsko      | Synot Tip Aréna, Praha diváci: 13 722 rozhodčí: Javier Estrada |
| Pilař 90'                                      | Zpráva | 30' Višņakovs | Synot Tip Aréna, Praha diváci: 13 722 rozhodčí: Javier Estrada |

| 31. března 2015 přátelský |       |       |                                                        |
| Slovensko                 | 1 – 0 | Česko | Pod Dubňom, Žilina diváci: 10 594 rozhodčí: István Vad |
| Duda 49'                  |       |       | Pod Dubňom, Žilina diváci: 10 594 rozhodčí: István Vad |

| 12. června 2015 kvalifikace ME 2016, skupina A |        |            |                                                                     |
| Island                                         | 2 – 1  | Česko      | Laugardalsvöllur, Reykjavík diváci: 15 500 rozhodčí: William Collum |
| Gunnarsson 60' Sigþórsson 76'                  | Zpráva | 55' Dočkal | Laugardalsvöllur, Reykjavík diváci: 15 500 rozhodčí: William Collum |

| 3. září 2015 kvalifikace ME 2016, skupina A |       |                |                                                                   |
| Česko                                       | 2 – 1 | Kazachstán     | Doosan Arena, Plzeň diváci: 10 572 rozhodčí: Martin Strömbergsson |
| Škoda 74', 86'                              |       | 21' Logviněnko | Doosan Arena, Plzeň diváci: 10 572 rozhodčí: Martin Strömbergsson |

| 6. září 2015 kvalifikace ME 2016, skupina A |       |                          |                                                             |
| Lotyšsko                                    | 1 – 2 | Česko                    | Skonto stadions, Riga diváci: 7 913 rozhodčí: Deniz Aytekin |
| Zjuzins 73'                                 |       | 13' Limberský 25' Darida | Skonto stadions, Riga diváci: 7 913 rozhodčí: Deniz Aytekin |

| 10. října 2015 kvalifikace ME 2016, skupina A |        |                                |                                                                |
| Česko                                         | 0 – 2  | Turecko                        | Generali Arena, Praha diváci: 17 190 rozhodčí: Martin Atkinson |
|                                               | Zpráva | 62' (pen.) İnan 79' Çalhanoğlu | Generali Arena, Praha diváci: 17 190 rozhodčí: Martin Atkinson |

| 13. října 2015 kvalifikace ME 2016, skupina A |       |                                               |                                                                   |
| Nizozemsko                                    | 2 – 3 | Česko                                         | Amsterdam ArenA, Amsterdam diváci: 45 000 rozhodčí: Damir Skomina |
| 70' Huntelaar 83' van Persie                  |       | 24' Kadeřábek 35' Šural 66' (vla.) van Persie | Amsterdam ArenA, Amsterdam diváci: 45 000 rozhodčí: Damir Skomina |

| 13. listopadu 2015 přátelský                         |       |              |                                                                 |
| Česko                                                | 4 – 1 | Srbsko       | Městský stadion, Ostrava diváci: 14 975 rozhodčí: Vladimír Vnuk |
| Sivok 17' Necid 63' (pen.) Krejčí 82' Zahustel 90+3' |       | 78' Škuletić | Městský stadion, Ostrava diváci: 14 975 rozhodčí: Vladimír Vnuk |

| 17. listopadu 2015 přátelský        |       |            |                                                                       |
| Polsko                              | 3 – 1 | Česko      | Městský stadion, Vratislav diváci: 40 793 rozhodčí: Sándor Andó-Szabó |
| Milik 3' Jodłowiec 12' Grosicki 70' |       | 41' Krejčí | Městský stadion, Vratislav diváci: 40 793 rozhodčí: Sándor Andó-Szabó |